# Gordes
Gordes is een gemeente en dorpje in het Franse departement Vaucluse. Het dorp ligt op een vooruitspringende rots van het Luberon-gebergte. De gemeente meet 48,04 km² en telt 2127 inwoners (2005).
Het dorp is lid van de Les plus beaux villages de France en werd door het Amerikaanse tijdschrift Travel + Leisure gekozen als mooiste dorp van Frankrijk. Gordes trekt dan ook veel toeristen, vooral in de zomer.

## Bezienswaardigheden

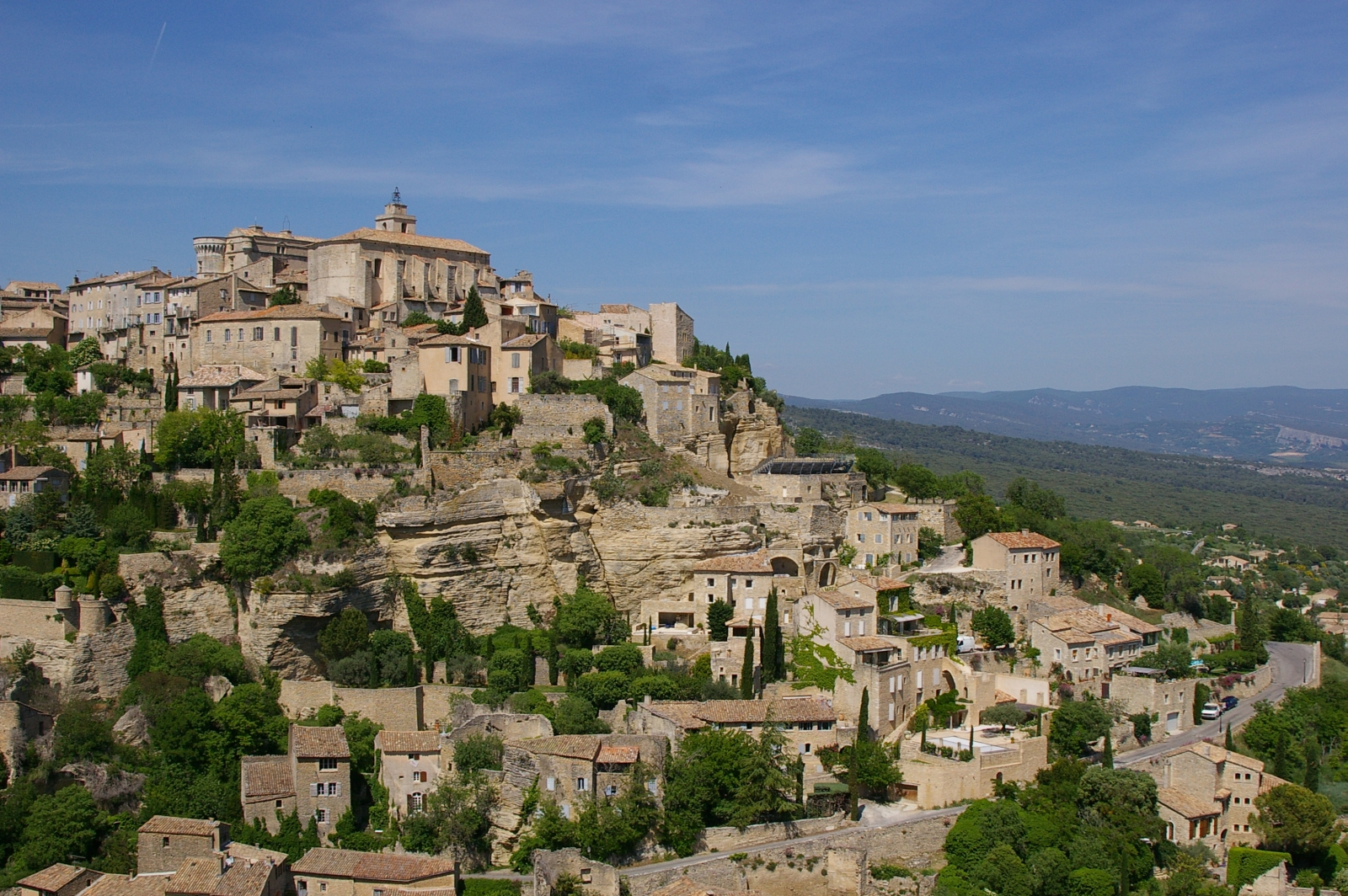
Het dorp Gordes

Boven in het dorp ligt een kasteel, dat gebouwd werd rond 1525. Het verving een eerder kasteel uit de 11e eeuw. Het is gebouwd in een overgangsstijl tussen een middeleeuwse weerbare burcht en de sierlijkere renaissance. In het kasteel heeft de op-art-kunstenaar Victor Vasarely een tijd zijn atelier gehad. Nu is er een museum met werken van de Vlaamse schilder Pol Mara, die in Gordes heeft gewoond.
Op twee kilometer van het dorp ligt de Village des Bories, een dorpje met stenen hutten uit de 18e en 19e eeuw. Deze woningen (bories) zijn gebouwd in een stijl die men in de streek rondom Apt al vanaf ca. 5000 v.Chr. hanteerde. Het dorpje wordt niet meer bewoond en is sinds 1977 beschermd als monument historique. Men heeft de woningen geheel gerestaureerd en tegenwoordig is de nederzetting een toeristische trekpleister.
Enkele kilometers buiten Gordes ligt de Abdij van Sénanque, een cisterciënzer abdij in romaanse stijl.

## Demografie
Onderstaande figuur toont het verloop van het inwoneraantal van Gordes vanaf 1962.

Bron: Frans bureau voor statistiek. Cijfers inwoneraantal volgens de definitie
 population sans doubles comptes (zie de gehanteerde definities)

## Partnersteden
- Bornem (België)